# Erica Lott
Erica Lott (Orem, 18 ottobre 1984) è un'ex pallavolista statunitense.
Giocava nel ruolo di schiacciatrice e opposto.

## Carriera
La carriera di Erica Lott inizia a livello giovanile con la formazione del Players Volleyball Club, per poi giocare parallelamente per la Mountain View High School. Al termine delle scuole superiori entra a far parte della squadra di pallavolo femminile della Brigham Young University, prendendo parte alla Division I NCAA dal 2003 al 2007, saltando tuttavia la prima stagione.
Appena finita la carriera universitaria, firma il suo primo contratto professionistico, ingaggiata in Porto Rico dalle Vaqueras de Bayamón, con le quali disputa la Liga de Voleibol Superior Femenino 2008. Nella stagione 2009-10 approda nella 1. Bundesliga tedesca per difendere i colori del 1. Volleyball-Club Wiesbaden, tuttavia a metà annata lascia il club per giocare la Liga de Voleibol Superior Femenino 2010 con le Valencianas de Juncos, ritirandosi al termine del campionato.